# Veliko število
Vélika števíla so števila, ki so velika v primerjavi s števili iz vsakdanjega življenja. Zelo velika števila se velikokrat pojavijo na področjih kot so matematika, kozmologija in kriptografija. Včasih jih označujemo kot »astronomsko velika«.

## Velika števila v vsakdanjem življenju
Znanstveniki so določili mejo med majhnimi in velikimi števili pri številu {\displaystyle 10^{9}}. To seveda velja samo pri preučevanju matematike, kajti v smislu življenja je zelo težko reči katera so velika in katera so majhna števila.

## Neskončna števila
Neskončna števila so števila, ki se ne končajo.